# Zagorje ob Savi
Zagorje ob Savi er en by i det centrale Slovenien, med et indbyggertal (pr. 2011) på ca. 6.439. 